# Bee Gees Words (EP6)

## Közreműködők
- Barry Gibb – ének, gitár
- Robin Gibb – ének
- Maurice Gibb – ének,  gitár, zongora, basszusgitár
- Vince Melouney – gitár
- Colin Petersen – dob
- stúdiózenekar Bill Shepherd vezényletével

## A lemez dalai
- Words  (Barry, Robin és Maurice Gibb) (1967), mono 3:13, ének: Barry Gibb
- I Started a Joke  (Barry, Robin és Maurice Gibb) (1968), mono 3:03 , ének: Robin Gibb
- To Love Somebody (Barry és Robin Gibb) (1967), mono 3:00, ének: Barry Gibb
- Marley Purt Drive (Barry, Robin és Maurice Gibb) (1968), mono 4:26, ének: Barry Gibb